# Lionneta silhouettei
Lionneta silhouettei là một loài nhện trong họ Oonopidae.
Loài này thuộc chi Lionneta. Lionneta silhouettei được P. L. G. Benoit miêu tả năm 1979.